# Auguste de T'Serclaes
Auguste Charles Nicolas de T'Serclaes (Noorderwijk, 13 februari 1828 – aldaar, 10 september 1893) was een Belgisch politicus.

## Levensloop
Zijn vader, Victorin T'Serclaes, verkreeg enkele maanden voor zijn overlijden de titel "baron". Deze titel is overdraagbaar op de eerste mannelijke afstammeling, waardoor Auguste het adellijke tussenvoegsel "de" aan zijn naam kon toevoegen.
In 1861 werd hij burgemeester van Noorderwijk. Hij behield deze functie tot aan zijn overlijden. 
De T'Serclaes was ridder in de Orde van Sint-Gregorius de Grote en in de Leopoldsorde.